# イントゥ・ザ・ブルー2
『イントゥ・ザ・ブルー2』（原題: Into the Blue 2: The Reef）は、2009年製作のアメリカ合衆国の映画。

## 登場人物
セバスチャン
ダイビングガイド。財宝探しも考えている。
ダニー
セバスチャンの恋人。
カールトン
財宝探しに来た男。正体は第2の真珠湾攻撃をたくらむテロリスト。
アズラ
カールトンの恋人。凄腕の戦闘力を持つ。
メイス
セバスチャンンの友人。
キミ
メイスの恋人。戦闘で射殺される。
ケルシー
競技者と付き合っている。
ヨーキン
刑事。

## キャスト
| 役名                 | 俳優                       | 日本語吹替                                                                                       |
| -------------------- | -------------------------- | ------------------------------------------------------------------------------------------------ |
| セバスチャン         | クリス・カーマック         | 星野貴紀                                                                                         |
| ダニー               | ローラ・ヴァンダーヴォート | 服部真季                                                                                         |
| カールトン           | デイヴィッド・アンダース   | 川島得愛                                                                                         |
| アズラ               | マーシャ・トマソン         | 田村聖子                                                                                         |
| メイス               | マイケル・グラジアデイ     | 最上嗣生                                                                                         |
| ヨーキン             | ティモシー・レヒナー       | 上城龍也                                                                                         |
| キミ                 | マーセア・モンロー         |                                                                                                  |
| ケルシー             | オードリーナ・パートリッジ |                                                                                                  |
| その他               | N/A                        | 田中晶子 松田健一郎 瑚海みどり 側見民雄 奈良徹 広瀬有香 坂井恭子 林和良 拓磨 小幡あけみ 瀬尾恵子 |
| 日本語版制作スタッフ |                            |                                                                                                  |
| 演出                 | 演出                       | 福永莞爾                                                                                         |
| 翻訳                 | 翻訳                       | 岡田多美江（字幕） 平田百合子（吹替）                                                            |
| 調整                 | 調整                       | 猪本純                                                                                           |
| 制作                 | 制作                       | 東北新社                                                                                         |